# Santiago de Chuco
Santiago de Chuco es una ciudad peruana, capital del distrito y la provincia homónimos en el departamento de La Libertad. Se localiza a 3106 m s. n. m. y cuenta con una población aproximada de 8.000 habitantes al año 2024, y se sitúa 165 kilómetros al este de la ciudad de Trujillo, capital del departamento. Posee un clima templado semifrío con temperaturas promedio de 17 °C en invierno y 22 °C en verano.

## Historia
El 23 de julio de 1553 obtienen el permiso para fundar un pueblo que sirviera como capital y centro de operaciones de actividades mineras y cultivo de trigo. Llegaron a Andaymarca el capitán Diego de la Serna, los españoles Domingo Pérez de Vásquez, José de Peláez, Lino Benítes de los Niños, Miguel de Estremadura, Rodrigo de los Bejarano, Fernando de Alva, García de Paredes, Lorenzo de Alcántara, Juan Bautista de Ruiz y el padre Francisco de Asís Centurión, natural de Santiago de Compostela, quien ayudó a que Santiago "el mayor" sea el patrón tutelar del nuevo pueblo.
El 25 de julio de 1553 frente a un altar levantadado en el lugar llamado "Picchi-Paccha" se celebró una misa de acción de gracias y se colocó la primera piedra de fundación. Luego se hizo la distribución de las tierras para la construcción de casas, se delineó el plano de la ciudad y de la iglesia que sería inaugurada el 25 de julio de 1560. Es en este mismo año el pueblo recibe el nombre definitivo de Santiago de Chuco.
En 1868 el diputado por la provincia de Huamachuco, Manuel Natividad Porturas, presentó el proyecto para erigir como provincia el entonces distrito de Santiago de Chuco. El proyecto quedó estancado debido a la muerte de Manuel N. Porturas. El 3 de noviembre del año 1900, gracias a la gestión del parlamentario Tomás Ganoza Cavero (quien retomó el proyecto de Manuel N. Porturas) el presidente Eduardo López de Romaña aprueba la ley de creación de la Provincia de Santiago de Chuco.

## Patrimonio

### Histórico

##### Casa-Museo César Vallejo
Instalada en el predio donde nació y vivió el poeta César Vallejo fue restaurada y convertida en un museo.

## Instituciones

### Educativas
- I.E. 80521 Manuel Encarnación Saavedra Geldres
- I.E. César Abraham Vallejo Mendoza

### Culturales
- Asociación Cultural César Vallejo (ACCV)
- Taller de Arte y Cultura Illarec Chasca
- Círculo de Estudios Peruanos Trilce
- Agrupación musical Los Waychukos del Perú

### Deportivas
- Strong Boy Club de Angasmarca (Fundado el 20 de agosto de 1924)
- Ciclón Santiaguino (Vigente pentacampeón)
- CLub Barrio Santa Rosa
- Club Alfonso Ugarte

## Símbolos

#### Himno a Santiago de Chuco
Letra y música: Wilfredo Torres Ortega y Teófilo J. Álvarez
Coro:
Resbalando de cumbres a valles
hasta el mar, por el río la voz,
En la Patría nuestro himno derrame
de Santiago de Chuco el fulgor.

Estrofas
Tú brotaste, Santiago de Chuco,
de la alianza del Ande y el Sol:
de granito es el temple de tu alma
y de cálida luz es tu amor.
Modulada en la luz y el granito.
donó al mundo Vallejo su voz.
El Poeta traspuso los Andes
para hacerse mundial como el Sol.
Al cobrar a través del Poeta
calidad de universo el dolor,
tu renombre resuena en el orbe
con humana, viterna emoción.
Es tu pueblo la patria adoptiva
del Apóstol Santiago, El Mayor.
De tu místico pueblo en la tierra
soñaría su escala Jacob.
Tras el anda del bélico Apóstol
que la espada en cayado trocó,
va tu pueblo elevando su cántico
agradable al oído de Dios.
Por la fe que conmueve los Andes
por el genio que el mundo alumbró,
ya el Destino, Santiago de Chuco.
tu grandioso Futuro selló.

## Santiaguinos destacados

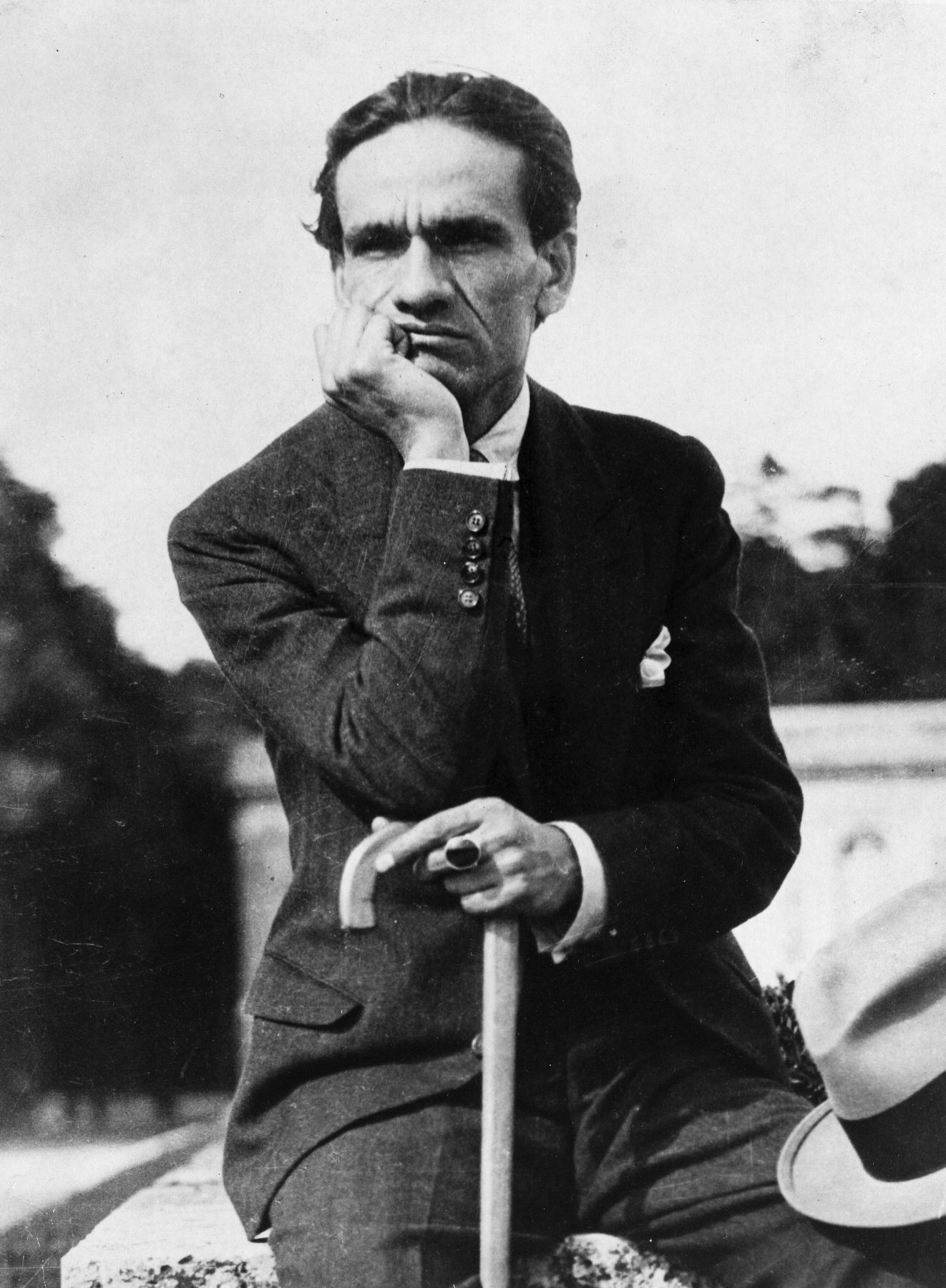
César Vallejo, considerado por Thomas Merton como "el más grande poeta universal desde de Dante".

- César Vallejo
- Luis de la Puente Uceda